# كوتا مياغي
كوتا مياغي (باليابانية: 宮城 晃太) (مواليد 10 أكتوبر 1993)، هو لاعب كرة قدم سابق كان يلعب كلاعب وسط.

## وصلات خارجية
- كوتا مياغي على موقع رابطة كرة القدم اليابانية للمحترفين (اليابانية)
- كوتا مياغي على موقع قاعدة بيانات كرة القدم.إي يو (الإنجليزية)